# The Painted Lady
Pour plus de détails, voir Fiche technique et Distribution.
The Painted Lady est un film américain de David Wark Griffith sorti en 1912.

## Synopsis
L'ainée de deux sœurs est très proche de leur père. Contrairement à sa sœur cadette qui se maquille, elle n'attire pas les hommes. Un jour, lors une fête, un homme s'approche et s’intéresse à elle pour la première fois. Seulement, celui-ci a dans l'idée de profiter de la situation pour dépouiller le père de la jeune fille [..]

## Fiche technique
- Titre original : The Painted Lady
- Titres français : La femme peinte ou "La belle dame" (titre DVD)
- Genre : Drame
- Réalisateur et scénariste : David Wark Griffith
- Production : Biograph Company
- Distribution : General Film Company
- Distribution en DVD : Bach Films (sous le titre "La belle dame") : 2010
- Durée : 12 minutes 23 secondes
- Sortie : 24 octobre 1912 (USA)
- reprise : 10 décembre 1915 (USA)

## Distribution
- Blanche Sweet : la sœur ainée
- Madge Kirby : la sœur cadette
- Charles Hill Mailes : leur père
- Kate Bruce : la mère des deux sœurs
- Joseph Graybill : l'étranger
- William J. Butler : le pasteur
- W.E. Lawrence : le garçon au chien
- Gladys Egan : la petite fille dans la charmille
- Charles Gorman : un saisonnier
- Dorothy Gish : une participante à l'Ice Cream Festival
- Lillian Gish : une participante à l'Ice Cream Festival
- Robert Harron : un participant à l'Ice Cream Festival
- Jack Pickford : un participant à l'Ice Cream Festival
- Lionel Barrymore : un participant à l'Ice Cream Festival
- Elmer Booth : un participant à l'Ice Cream Festival
- Christy Cabanne : un participant à l'Ice Cream Festival
- Harry Carey : un participant à l'Ice Cream Festival
- Walter P. Lewis : un participant à l'Ice Cream Festival
- Walter Miller : un participant à l'Ice Cream Festival
- Henry B. Walthall : un participant à l'Ice Cream Festival
- Josephine Crowell
- Walter Long

## Lieu de tournage
- New York